# Cryptocephalus mutabilis
Cryptocephalus mutabilis är en skalbaggsart som beskrevs av F. E. Melsheimer 1847. Cryptocephalus mutabilis ingår i släktet Cryptocephalus och familjen bladbaggar. Inga underarter finns listade i Catalogue of Life.